# Oak Bay (Colombie-Britannique)
Pour les articles homonymes, voir Oak Bay.
Oak Bay est une municipalité de district de la Colombie-Britannique. Elle fait partie du district régional de la Capitale ainsi que de la région métropolitaine de Victoria. Le recensement de 2016 y dénombre 18 094 habitants.
Elle accueille une partie du campus principal de l'université de Victoria.

## Démographie
| 2001   | 2006   | 2011   | 2016   |
| ------ | ------ | ------ | ------ |
| 17 798 | 17 908 | 18 015 | 18 094 |